# Chciałbym umrzeć z miłości
Chciałbym umrzeć z miłości – dwudziesty singel Myslovitz (trzeci z albumu Korova Milky Bar), wydany w styczniu 2003.

## Lista utworów
1. "Chciałbym umrzeć z miłości" (radio edit) (4:58)
2. "I'd like to die of love" (4:58)
3. "Chciałbym umrzeć z miłości" (Blimp vs. Silver Rocket RMX) (5:41)
4. "Chciałbym umrzeć z miłości" (Adamus RMX dla Pozytywka Sound) (6:16)
5. "Chciałbym umrzeć z miłości" (MattKovalsky RMX) (5:27)